# Lubana bint Ali ibn al-Mahdi
Lubana bint Ali ibn al-Mahdi, auch Lubaba (arabisch لبانة بنت علي بن المهدي, DMG Lubāna bint ʿAlī ibn al-Mahdī), war eine Prinzessin der Abbasiden-Dynastie und eine Cousine und die einzige Ehefrau des sechsten Abbasiden-Kalifen Al-Amin (787–813; reg. 809–813).

## Identifikation
Die arabischen Historiografen kommen zu verschiedenen möglichen Identifizierungen ihrer Person, wobei die Identifikation als Lubaba bint Ali ibn al-Mahdi dominiert; etwa bei Tabari, al-Mas'udi (895–956) und al-Mubarrad. Al-Mubarrad zitiert in einer Randbemerkung zusätzlich die Überlieferungen von Ibn Schadhan, nach der es sich um eine Tochter des Kalifen Musa al-Hadi handelt; sowie von Ibn 'Abd al-Rabbih, der sie sie als Lubana bint Rayfah ibn Ali identifiziert.

## Leben
Als Lubana / Lubaba bint Ali ibn al-Mahdi handelt es sich bei ihr um eine Tochter von Ali ibn al-Mahdi, dem Sohn des Abbasiden-Kalifen al-Mahdi (um 744–785, reg 775–785) mit dessen erster Ehefrau Raita bint al-Saffah (ريطة بنت السفاح). Sie war eine Frau von außergewöhnlicher Schönheit.
Als Cousine des Kalifen Muhammad al-Amin wurde sie mit diesem verheiratet, doch war die Ehe sexuell noch nicht vollzogen worden, als al-Amin im Jahr 813 ermordet wurde. Von Lubana ist ein Klagelied überliefert, wo sie um ihren Ehemann trauert, der sie vor ihrer Hochzeitsnacht zur Witwe machte.

## Rezeption
Lubana bzw. Lubana wird in der arabischen Historiografie unter anderem in al-Tabaris (839–923) monumentalen Geschichtswerk Taʾrīḫ aṭ-Ṭabarī – Taʾrīḫ ar-Rusūl wa-l-Mulūk, al-Mas'udi (895–956) und al-Mubarrad erwähnt.